# Кинг, Филип Гидли

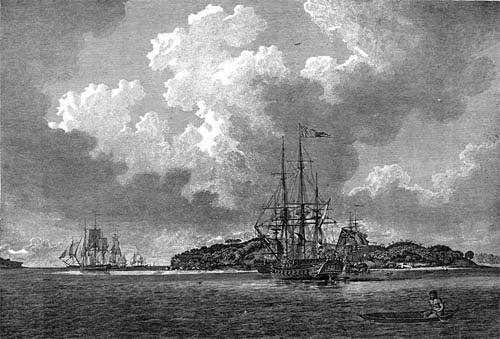
Первый флот в заливе Ботани в конце рейса в 1788 году — гравюра из книги «Путешествие губернатора Филлипа в Ботани-Бей, с отчётом об основании колоний Порт-Джексон и острова Норфолк»

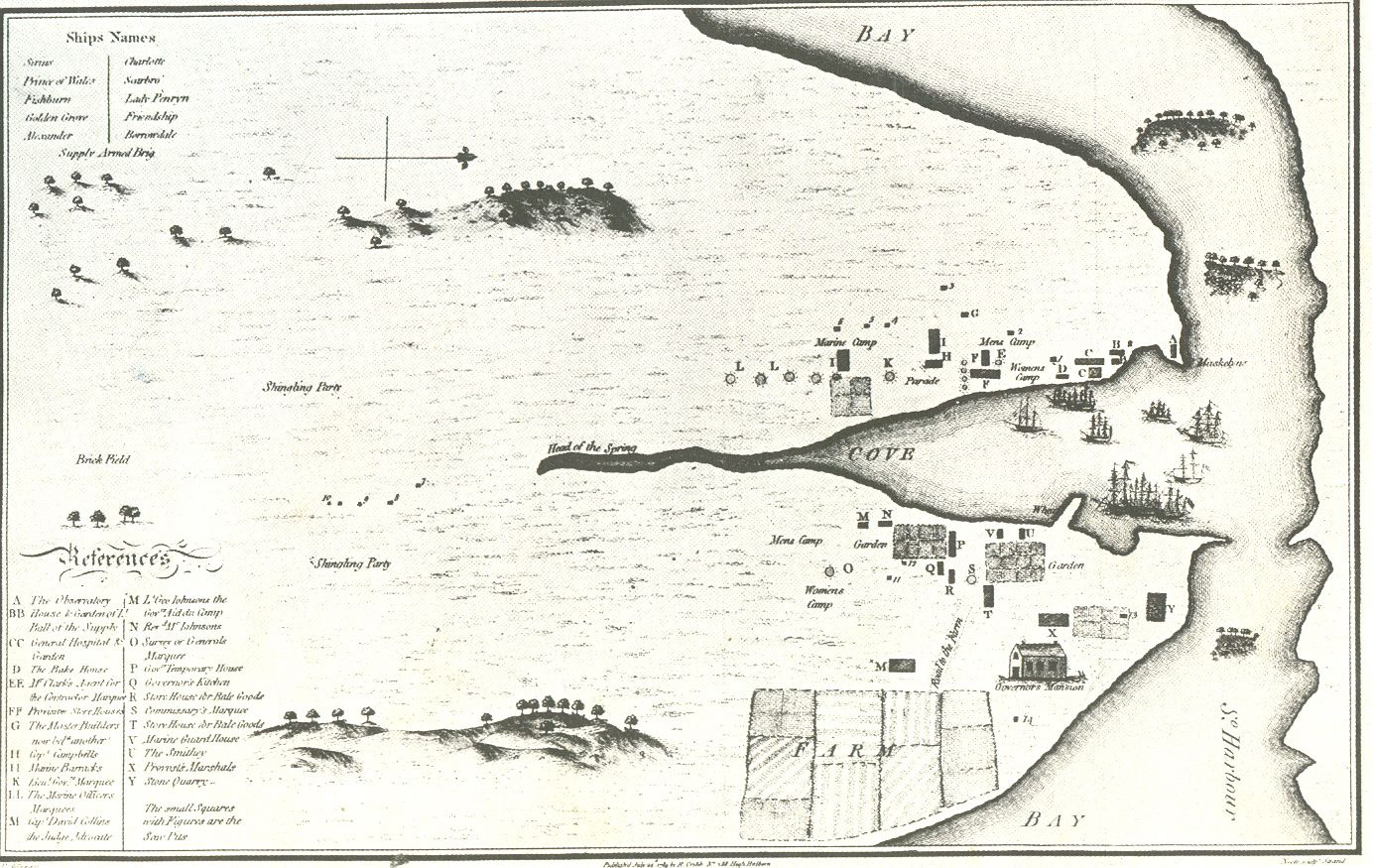
Первая карта Сиднея, опубликованная 24 июля 1789 года

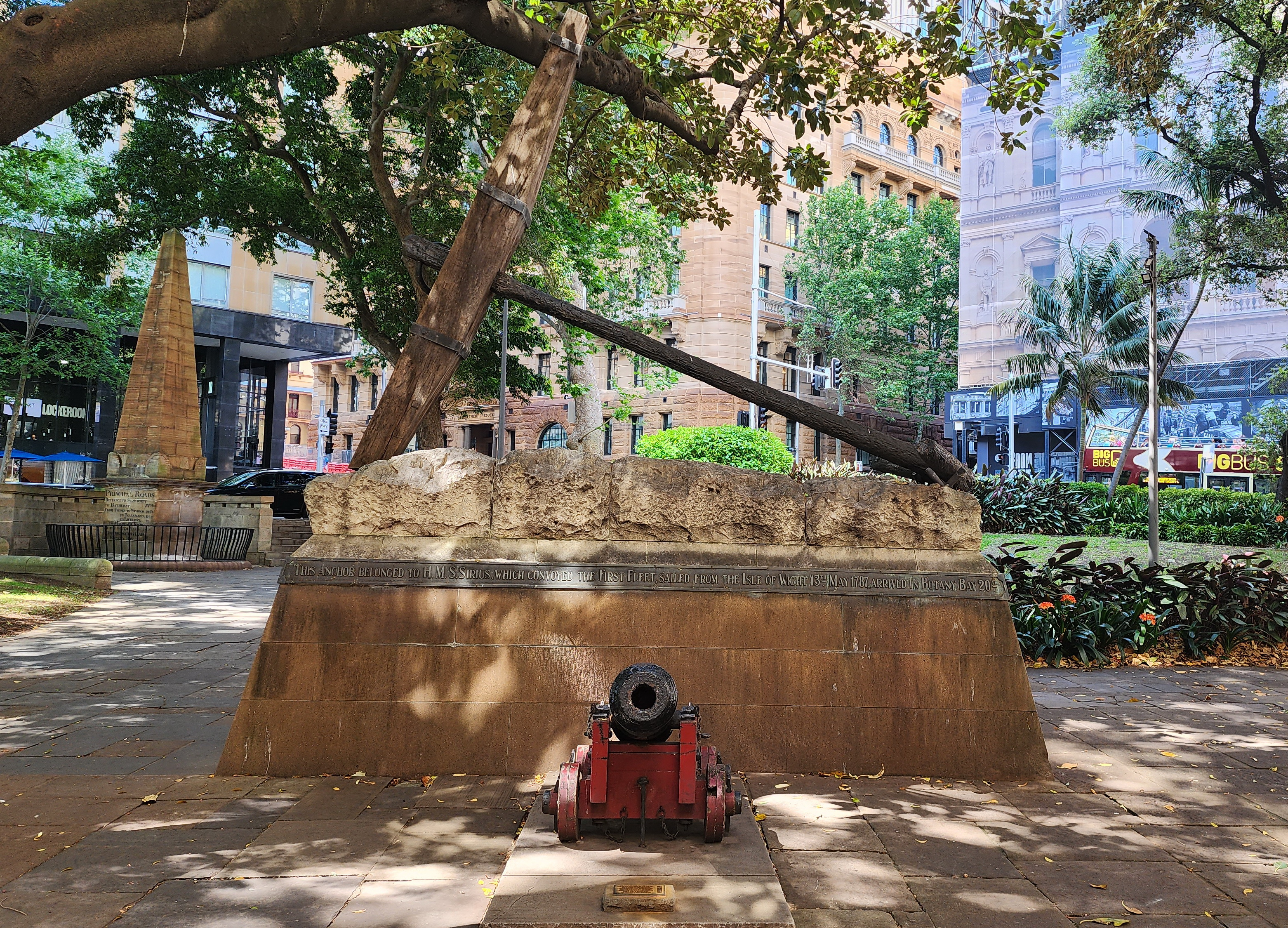
Якорь в одном из парков Сиднея

Филип Гидли Кинг (англ. Philip Gidley King; 23 апреля 1758, Лонстон, Корнуолл, Англия — 3 сентября 1808 года, Тутинг, Суррей, Англия) — британский военный и государственный деятель. Участник войн в североамериканских колониях и пограничных войн в Австралии. Первый комендант (1788—1790), а затем I вице-губернатор острова Норфолк (1791—1800), III Губернатор Нового Южного Уэльса (1800—1806). Внёс значительный вклад в развитие этих колоний. Будучи губернатором Нового Южного Уэльса, он помогал развивать животноводство, китобойный промысел и горнодобывающую промышленность, построил множество школ и выпустил первую в Австралии газету. По его приказу в 1803 году началась колонизация Тасмании.
Кинг был вынужден уйти в отставку с поста губернатора из-за постоянных конфликтов с военными из Корпуса Нового Южного Уэльса.

## Биография
Филип Гидли Кинг родился 23 апреля 1758 года в небольшом древнем городке Лонстон, в Корнуолле, Англия. Его отец Филипп Кинг был торговцем тканями, а дед Эксетер Джон Гидли — адвокатом. В возрасте 12 лет Филип Гидли Кинг поступил на службу в Королевский военно-морской флот Великобритании в звании гардемарина. Под командованием капитана Ширли на борту HMS Swallow он отправился в Ост-Индию, где пробыл пять лет, обучаясь морскому делу. В 1775 году вернулся в Англию и был переведён на HMS Liverpool, под командование Генри Белью. Участвовал в войне против восставших американских колоний. 26 ноября того же года Кинг получил звание лейтенанта от адмирала Джона Байрона. 25 декабря 1778 года переведён на фрегат «Renown». Участвовал в сражениях англо-французской войны. В январе 1780 года снова вернулся в Британию, где до начала 1783 года служил на фрегате HMS Ariadne, который входил в состав морской группы, охранявшей пролив Ла-Манш. В январе 1783 года Филип Кинг был переведён на HMS Europa, где он познакомился с капитаном Филлипом, под командованием которого отправился в Америку. В мае 1784 года вернулся в Англию, где был уволен из военно-морского флота в связи с завершением войны.

### Экспедиция Первого флота
В декабре 1784 года Правительство Великобритании опубликовало меморандум с планами создания колонии в Новом Южном Уэльсе. Также правительство включило в план колонизации остров Норфолк, из-за его привлекательности в сфере лесозаготовок и разведения льна. В 1786 году капитан Филлип Артур получил приказ Правительства отправиться в Новый Южный Уэльс и основать там поселение. Филлип, который был знаком с Кингом со времён их службы в Ост-Индии, ходатайствовал, чтобы именно Кинга назначили лейтенантом на флагман флотилии HMS Sirius. 13 мая 1787 года экспедиция из 11 парусных кораблей (двух военных кораблей — HMS Sirius и HMS Supply, шести транспортных и трёх грузовых судов), получившая название Первый флот отплыла из Портсмута, чтобы основать первую британскую колонию в Австралии. В пути флотилия разделилась на три группы и прибыла в залив Ботани-Бей в разные дни. Первым 18 января 1788 года на место предполагаемой высадки прибыл HMS Supply, тогда как остальной флот прибыл в течение двух следующих дней. Из-за того, что бухта Ботани оказалась не пригодна для создания колонии было принято решение искать другое место для основания поселения. Лейтенанты Кинг и Доусон были направлены для исследования побережья залива. Во время выполнения этого задания Кинг был атакован аборигеном, который метнул в его лодку копьё. Тем временем Артур Филлип обследовал расположенный в 12 км к северу залив Порт-Джэксон. 26 января 1788 года Первый Флот перешёл из Ботани-Бей в Порт-Джэксон, где было основано поселение Сидней-Коув, позже ставшее городом Сидней. Капитан Артур Филлип объявил о присоединении этой территории к Великобритании и о том, что он отныне является первым губернатором Нового Южного Уэльса.

### Остров Норфолк

#### Комендант
Вскоре после основания Сидней-Коу лейтенант Кинг получил задание колонизировать остров Норфолк «в целях защиты острова и сбора провизии». Он был назначен руководителем небольшой группы колонистов, которая состояла из осужденных (9 мужчин и 6 женщин) и моряков (7 человек). 14 февраля 1788 года экспедиция на борту HMS Supply отправилась к берегам острова Норфолк. Кинг взял с собой несколько овец и свиней, птицу, семена растений, а также инструменты и инвентарь для строительства, и обработки земли. По пути на Норфолк 17 февраля 1788 года был открыт остров, названный участниками экспедиции Лорд-Хау, в честь Первого Лорда адмиралтейства. Из-за отсутствия подходящей гавани и шторма, Кинг и его группа высадилась лишь 6 марта 1788 года. Колонисты приступили к строительству домов, расчистке земель, посеву сельскохозяйственных культур, в то время как HMS Supply вернулся назад в Сидней. Обязанности Кинга на Норфолке в то время были разнообразны, он был одновременно комендантом колонии и капелланом, фермером и надсмотрщиком над заключёнными. В письме государственному секретарю от 10 июля 1788 года губернатор Филипп рекомендовал лейтенанта Кинга для повышения до звания капитана. Следующая группа поселенцев прибыла на остров 17 июля. В октябре ещё 32 каторжника (20 мужчин и 12 женщин), гардемарин, 2 моряка, капрал и 5 морских пехотинцев переселились на Норфолк.
Положение поселенцев осложнялось из-за частых ураганов, слишком влажного климата и большого количества насекомых и крыс уничтожавших семена и урожай. Порой рацион жителей острова составлял 3 фунта муки и 1 пинту риса в неделю. С ростом числа заключённых появились новые трудности. Те воровали еду, старались уклоняться от работы и время от времени пытались бунтовать. В начале 1789 года несколько каторжников попытались взять Кинга и других офицеров в заложники, чтобы завладеть кораблем. Однако Кингу удалось подавить этот бунт. После этих событий, для обеспечения порядка на Норфолк был отправлена ещё один отряд военных. Порядки на острове также были ужесточены, Кинг был вынужден прибегнуть к телесным наказаниям, но комендант не был чрезмерно суровым и никогда не злоупотреблял своей властью. Президент Лондонского королевского общества Джозеф Бэнкс считал его методы слишком мягкими.
Несмотря на все трудности Кинг был оптимистичен и утверждал что через 3 года колония сможет сама себя обеспечивать. На острове ему удалось распахать под поля 130 акров земли и разбить фруктовый сад.
После того как в марте 1790 года Sirius потерпел крушение вблизи побережья Норфолка, Кинг был вынужден вернуться в Англию. К этому моменту население острова составляло 507 человек (из них 93 солдаты и моряки), а смертность из всех колоний была самой маленькой (14 утонуло, 2 привалило деревьями).

#### Путешествие в Англию и возвращение в Австралию
17 апреля 1790 года на HMS Supply Кинг был отправлен с депешами Филиппа правительству Британии, чтобы сообщить в Лондоне о трудностях поселений в Новом Южном Уэльсе. На Supply он доплыл до Батавии, где пересел на небольшое судно голландской Ост-Индской компании. Капитан и большая часть команды заболели в Батавии лихорадкой. Поэтому Кингу с командой из четырёх здоровых матросов пришлось управлять кораблем. Семнадцать членов экипажа погибли до того, как корабль достиг Маврикия. Только через восемь месяцев после отъезда из Австралии Кинг достиг Англии. Во время плавания у его впервые проявилась подагра, которой он страдал до конца жизни. По прибытии в Лондон ему сообщили, что правительство уже назначило его вице-губернатором острова Норфолк с денежным довольствием в 250 фунтов стерлингов в год. Он был принят Секретарем по делам колоний Лордом Гренвиллом и сообщил тому всю имеющуюся информацию о состоянии, перспективах и текущих потребностях новых колоний в Сиднейской бухте и острове Норфолк. После доклада Кинга правительство Великобритании приняло решение сформировать и направить на помощь в Австралию Третий флот. В него вошли 11 кораблей, которые должны были доставить в колонии поселенцев, заключённых и припасы. Экспедиция выплыла из Англии в промежутке между 16 февраля и 27 марта 1791 года. 2 марта 1791 года Филип Кинг произведён в коммондоры, после чего 11 марта 1791 года обвенчался со своей кузиной Анной Джозефой Кумб из Бедфорда. С ней он отплыл в колонию на борту HMS Gorgon 15 марта 1791 года. Судно шло под командованием капитана Джона Паркера, а путешествие было подробно описано женой капитана миссис Мэри Энн Паркер. Корабль прибыл в Порт-Джексон 21 сентября.

#### Вице-губернатор
26 октября 1791 года Кинг отправился из Порт-Джексона на остров Норфолк. После возвращения на остров Кинг принялся за улучшение условий жизни поселенцев. Поддержка Кинга успешных фермеров из числа морских пехотинцев и помилованных заключённых привела к тому, что к 1794 году остров мог сам обеспечивать себя продуктами питания и отправлял излишки продуктов в Сидней. 
В феврале 1794 года Кинг столкнулся с обвинениями военнослужащих из Корпуса Нового Южного Уэльса. Они утверждали, что когда возникли конфликты между военными и поселенцами Кинг слишком строго наказывал военных, а бывших заключённых — слишком легко. Вскоре этот конфликт вылился в мятеж, который Кингу удалось подавить. Он отправил двадцать мятежников в Сидней для военно-полевого суда. Там вице-губернатор, командир Корпуса Нового Южного Уэльса майор Фрэнсис Гроуз осудил действия Кинга и издал указы, которые давали военным власть над гражданским населением колонии. Позже Гроуз извинился, но конфликт Кинга с военными продолжался.
Эти конфликты и резкое обострение приступов подагры, заставили Кинга обратиться к прибывшему в Сидней второму губернатору колонии капитану Джону Хантеру с просьбой о возвращении в Англию.
5 декабря 1798 года Кинг произведён в капитаны.
После того как 28 сентября 1800 года Джона Хантера отправили в отставку, Филип Гидли Кинг был назначен губернатором Нового Южного Уэльса, с денежным довольствием в 1000 фунтов стерлингов в год и отправился в Сидней.

### Губернатор Нового Южного Уэльса

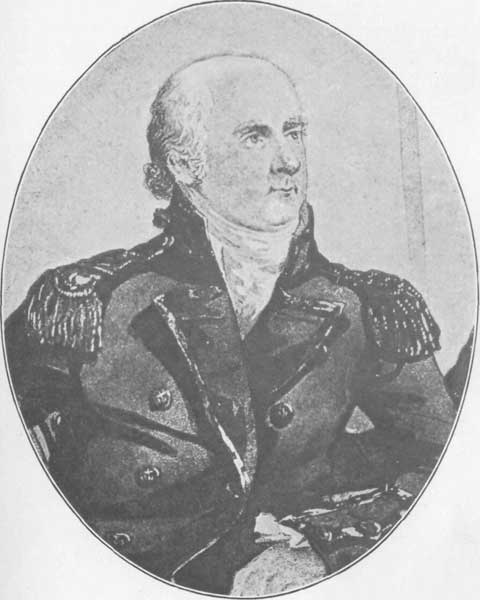
Портрет Филипа Гидли Кинга из изданной в 1899 году книги Льюиса Бекке и Вальтера Джеффри The Naval Pioneers of Australia

На посту губернатора Кинг проявил себя как энергичный администратор. Он приступил к своим обязанностям 28 сентября 1800 года, назначив вице-губернатором острова Норфолк майора Джозефа Фово. Первоочередной задачей Кинг считал прекращение незаконной торговли ромом, что привело к конфронтации с офицерами Корпуса Нового Южного Уэллса, которые наживались на контрабанде.
Губернатор поощрял строительство и сельскохозяйственные эксперименты (высадка виноградной лозы, табака, хлопка, конопли и индиго), помогал развивать животноводство, китобойный промысел и добычу полезных ископаемых. Он поддерживал вакцинацию против оспы среди жителей колонии. При Кинге в колонии развивались культура и образование, было построил множество школ, и выпущена первая на континенте газета «Сиднейский Бюллетень» и была опубликовано первое издание государственных распоряжений и извещений — Общий регламент Нового Южного Уэльса.
Во времена его правления были открыты Пролив Басса, заливы Западного побережья Тасмании, Порт-Филлип и Порт-Далримпл, где были основаны посления.
6 ноября 1800 года Кинг на HMS Porpoise отправился на Норфолк, откуда на Таити. Там он заключил торговый договор с королём Помаре I, по которому таитяне обязывались поставлять британцам соленую свинину в обмен на оружие.
Чтобы предотвратить притязания французов на остров Земля Ван-Димена (Тасмания), августе 1803 года Кинг отправил лейтенанта Джона Боуэна для создания военного форпоста в Рисдоне на восточном берегу реки Деруэнт. В 1804 году губернатор Кинг разделил остров на две части, северная с центром в Порт-Далримпле была под управлением лейтенант-губернатора Уильяма Патерсона, а южная — под управлением полковника Дэвида Коллинза.
В 1800-х годах были построены ряд населённых пунктов вдоль побережья Австралии. Расширение сферы деятельности колонистов привели к столкновениям с аборигенами, которые впоследствии стали известны как Австралийские пограничные войны. Столкновения ещё более участились, когда началась конкуренция за охотничьи земли между поселенцами и аборигенами. Войны эти чаще всего не носили интенсивный характер. Поэтому, Кингу редко приходилось использовать армию для подавления аборигенов.

### Уход со службы и последние годы
Постоянные конфликты с военными истощили его силы, и заставили его уйти с поста губернатора.
Филип Гидли Кинг вышел в отставку 12 августа 1806 года, после чего вернулся в Англию.
В марте 1805 года Уильям Блай был назначен на пост губернатора Нового Южного Уэльса. Филип Гидли Кинг умер в Тутинге, графство Суррей 3 сентября 1808 года.

## Память
В честь Филипа Гидли Кинга названы:
- Остров Кинг в Бассовом проливе недалеко от северо-западной оконечности острова Тасмания[24].
- Улица Кинг-стрит[англ.] в Центральном деловом районе Сиднея[25].

Филип Гидли Кинг является одним из ключевых персонажей исторического романа Колин Маккалоу «Путь Моргана».